# Вознесенский монастырь (Тамбов)
Тамбовский Вознесенский монастырь — женский монастырь Тамбовской епархии Русской православной церкви, расположенный в городе Тамбове, Россия. Вознесенский монастырь является памятником истории и культуры регионального значения.

## История монастыря

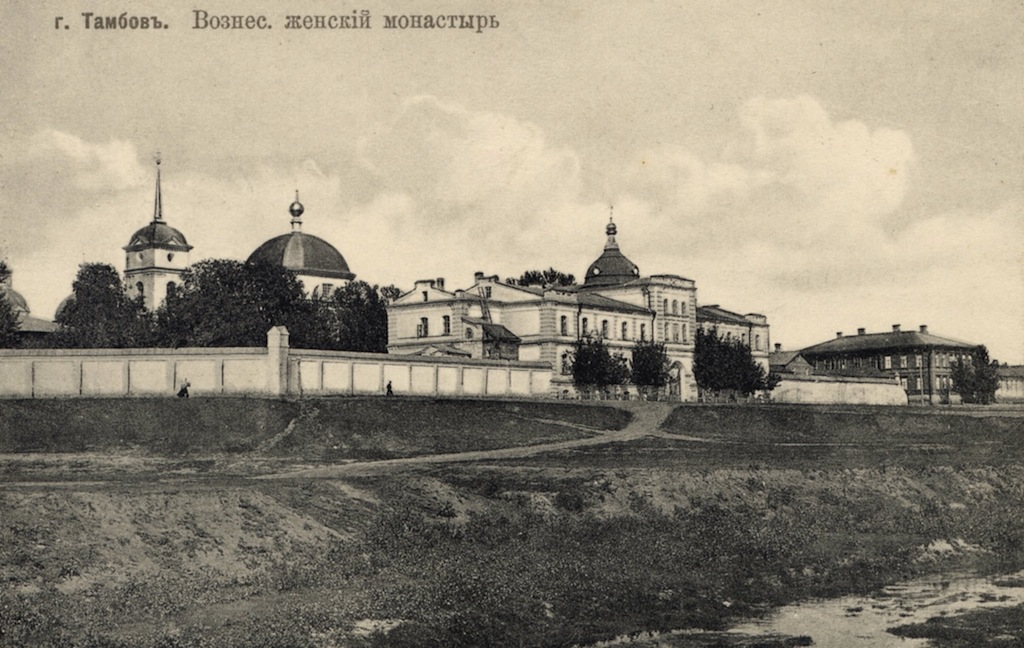
Тамбовский Вознесенский женский монастырь до революции

Вознесенский монастырь основан в 1690 году епископом Тамбовским и Козловским Питиримом на северной окраине города в устье рек Студенца и Гаврюшки. Первой игуменьей монастыря была родная сестра Питирима Екатерина.
В 1724 году монастырь пострадал от пожара. Возродился он только к 1744 году, была построена монастырская стена.
Во время секуляризационной реформы 1764 года монастырь хотели закрыть, но этого не произошло, потому что, как замечает один из исследователей, «он уже и тогда отличался своими замечательными келейными мастерскими, и …жил исключительно своим трудом». Вознесенская обитель получила статус штатного третьеклассного монастыря с суммой содержания в 375 рублей. Сюда же были переведены монахини упразднённого Козловского Ильинского женского монастыря.
В 1791—1798 годы в монастыре построена каменная церковь Вознесения Господня с приделами св. Николая чудотворца и св. вмч. Екатерины (архитектор Иван Кругликов). В 1816—1820 годы построена церковь иконы Божией Матери «Всех Скорбящих Радость».
В 1891 году вдоль улицы Московской построен корпус для престарелых монахинь с домовой церковью во имя Антония Печерского..
Конец XIX и начало XX века для Вознесенской обители было временем расцвета. Построены ещё 2-этажный каменный корпус, за чертой обители — 2-этажный странноприимный дом, баня, прачечная, теплая водоразборная будка. В 1912 году по проекту В. И. Фрейдмана была построена 2-этажная трапезная. В монастыре ткали сермяжные ткани и чернили сукна для мантий и ряс, пряли холсты, изготовляли архиерейские митры, вышивали бисером, золотом и серебром иконы, ухаживали за фруктовым садом и пчельником. На храмовый праздник под стенами монастыря проходила пятидневная Вознесенская ярмарка.
Разрушение монастыря началось с декабря 1918 года.
В 1925 году Вознесенский храм был закрыт, ценности расхищались, в 1927 году храм передали горсовету «для использования в культурно-просветительных целях», с колокольни сняли колокола.
Скорбященский храм в 1929 году был передан в ведение окрархива и взят «под охрану» государства. С начала 1930-х годов Вознесенская церковь в архивных документах уже не упоминалась.
5 декабря 1979 года решением Облисполкома № 513 монастырь взят под охрану государства как памятник местного значения.
В 1988 году, в связи с тысячелетием Крещения Руси монастырь возвратили Русской Православной Церкви, Архиепископ Тамбовский и Мичуринский Евгений (Ждан) определил иерея Николая Торопцева в Скорбященский храм.
22 декабря 1992 года началось возрождение монастырской обители.

## Постройки монастыря

### Храмы

#### Церковь иконы Скорбящей Божией Матери
Церковь иконы Скорбящей Божией Матери была освящена в 1820 году. В 1929 году храм передан в ведение Окружного архива.
6 ноября 1990 года владыкой Евгением вновь освящен главный алтарь в честь иконы Божией Матери «Всех скорбящих Радосте», а 29 марта 1992 года — придел во имя прп. Алексия, человека Божия. 29 сентября 1994 года на восстановленный купол храма подняли крест.
Храм является памятником истории и культуры регионального значения.

#### Церковь Иоанна Кронштадтского
Церковь Иоанна Кронштадтского является крестильным храмом. Храм построен в 1997—1998 гг.

#### Вознесенский собор
Храм в настоящее время восстанавливается.
- Торжественно заложен 9 августа 2007 года[4].
- 10 мая 2009 года владыка Феодосий освятил фундамент строящегося храма и заложил капсулу с грамотой в основание собора.
- 25 мая 2012 года на колокольню водружён купол, её высота достигла 70 м[5].

### Часовни
Часовня над могилой монахини Миропии. Построена в 1998 г.

### Жилые постройки
- Антониевский корпус.
- Братский корпус (сестринский корпус). Памятник истории и культуры регионального значения[3].